# That's the Way Love Goes
That's the Way Love Goes is een lied van de Amerikaanse zangeres Janet Jackson afkomstig van haar vijfde studioalbum, janet. uit 1993. Uitgebracht als de eerste single van het album in april 1993, winnaar van de Grammy Award voor Best R&B Song ('94) en Jacksons grootste nummer 1-hit in de Verenigde Staten, bleef 8 weken op de toppositie van de Billboard Hot 100.
That's the Way Love Goes werd geschreven en geproduceerd door Jackson, Jimmy Jam & Terry Lewis en heeft een sample van James Browns nummer 1-R&B-hit: Papa Don't Take No Mess. Jackson was in eerste instantie helemaal niet overtuigd van het lied waarop Jam & Lewis haar de tape gaven om die te beluisteren tijdens haar kerstvakantie in 1992. Toen ze in januari 1993 terugkeerde was ze helemaal weg van het nummer en vond het "The Bomb", aldus het magazine Billboard. Jackson bedacht de titel en na een belletje met Jam wilde ze een andere richting inslaan met het album. If werd door de platenmaatschappij gekozen als eerste single die uitgebracht zou worden. Jam en Lewis waren tegen dit besluit en vonden dat That's the Way Love Goes de eerste single moest zijn. Iedereen had het er volgens hem over en hij vond dat het album je welkom heette. "To me, your first single should say, 'Welcome to the album. If you like this, check out the rest.' Hij vond dat de single een reflectie gaf waarover het album zou gaan en toen het nummer eenmaal de nummer 1-positie bereikte waren ze meer dan blij dat ze hadden bewezen dat ze juist hadden gehandeld. If werd overigens als tweede single uitgebracht.
In 1994 zorgde het lied ervoor dat Jackson haar tweede Grammy Award in ontvangst kon nemen voor Best R&B Song. Ze kreeg ook een nominatie voor Best Female R&B Vocal Performance.
Tijdens de uitreiking van de MTV Video Music Awards in 1993 voerde Jackson dit nummer op samen met If. De audio-opname van dit optreden is te vinden op de 'Limited Edition' van het janet.-album, die twee discs bevat. Een remix van het lied getiteld CJ FXTC Club Mix is te vinden op het remixalbum janet. Remixed.
Tijdens de tournees janet. World Tour, The Velvet Rope World Tour, All for You World Tour en de Rock Witchu Tour werd dit nummer opgevoerd.
That's the Way Love Goes stond op nummer 427 op de Blender's list van de 500 Greatest Songs Since You Were Born.

## Chart Performance
That's the Way Love Goes kwam binnen op nummer 14 op de Amerikaanse Billboard Hot 100. Twee weken later, een dag voor Jacksons 27e verjaardag, 15 mei 1993 werd het Jacksons zesde nummer 1-hit en begon de residentie van 8 weken op deze positie. Op de R&B-hitlijst werd het haar elfde nummer 1-hit, op de dancehitlijst haar negende en op de Billboard Hot 100 Airplay (radio) werd het haar grootste hit. Daar prijkte het nummer 10 weken op nummer 1 en verder is dit Jacksons grootste hit in de VS. Buiten de V.S. bereikte het nummer de toppositie in Canada, Australië en Nieuw-Zeeland. De top 5 werd bereikt in het Verenigd Koninkrijk, Nederland en Finland. De top 10 in Duitsland, Zweden, Denemarken en Ierland. En door het bereiken van hoge posities in de Europese landen kreeg het nummer een nummer 1-notering op de European Hot 100 Singles Chart.

## Muziekvideo
De muziekvideo werd in maart 1993 geregisseerd door Jacksons toenmalige echtgenoot René Elizondo, Jr. In een loft zitten Jackson met haar vrienden die haar aanmoedigen om haar nieuwe lied af te spelen. Diverse pogingen om de tape, die ze in haar handen heeft, mislukken totdat Tish de tape in handen krijgt en hem afspeelt. Jackson begint mee te zingen en wordt onderbroken door Tish die haar vertelt dat dit 'Slamming' (te gek) is. Het nummer gaat verder en iedereen danst op het nummer. Een toen nog onbekende Jennifer Lopez is te zien als een van Jacksons vrienden in de videoclip. Tijdens de MTV Video Music Awards van 1993 kreeg "That's the Way Love Goes" drie nominaties: Best Female Video, Best Dance Video en Best Choreography. De video is te zien op haar videocompilatie janet. The Video's uit 1994, Design of a Decade 1986/1996 uit 1995, de Limited Bonus DVD/Clean Version van All for You uit 2001 en haar meest recente compilatie From "janet." to "Damita Jo": The Videos.
Een alternatieve versie van de video, 'The One Take Version', is opgenomen in dezelfde loft en is alleen gericht op Jackson. Deze werd exclusief toegevoegd aan de VHS-videocompilatie janet. uit 1994.
N*SYNC bracht een ode aan Jackson door een korte versie van de video op te nemen in ongeveer dezelfde setting.

## Officiële remixes
- Album Version – 4:25
- Instrumental – 4:25
- A Capella – 4:25
- CJ R&B 7" Mix – 4:10
- CJ R&B 12" Mix – 6:16
- Macapella (by CJ) – 6:22
- CJ FXTC Club Mix – 6:24
- CJ FXTC Dub – 6:14
- CJ FXTC Instrumental – 6:16
- We Aimsta Win Mix nummer 1 – 5:42
- We Aimsta Win Mix nummer 2 – 5:14
- We Aimsta Win Instrumental – 5:42
- "That's the Way Love Goes/If" Medley (Live) – 5:46